# Spicata rara
Spicata rara är en loppart som först beskrevs av I.Fox 1940.  Spicata rara ingår i släktet Spicata och familjen fågelloppor. Inga underarter finns listade i Catalogue of Life.